# Транзистор-транзистор логика
Транзитор-транзитор логика (енгл. transistor-transistor logic (ТТL) — „транзисторско-транзисторска логика“) је технолошка генерација интегралних кола, створена 60-их година 20. вијека. Била је једна од првих технологија која је омогућила интеграцију већег броја компоненти у интегралном колу, са стандардним радним напоном од 5 V. Појавом TTL технологије, почела је ера брзе минијатуризације и интеграције, која траје до данас. Она се зове се транзитор-транзитор логика зато што се обе функције, фукнција логичких врата (нпр.И) и функција појачавања, извршавају помоћу транзистора (супротно од отпорник-транзистор логике (RTL) и диода-транзистор логике (DTL)).
Иако су друге технолошке генерације преузеле примат, распоред пинова старих TTL кола се и даље прати у новим колима која их замјењују, посебно у „неуништивој“ 7400 серији интегралних кола, која је постала индустријски стандард. Понекад се назив „биполарна логика“ користи за TTL зато што TTL кола користе интегрисане биполарне транзисторе.
ТТL је познат по широко распрострањеним фамилијама интегрисаних кола (IC) које се користе у многим апликацијама као што су рачунари, индустријска контрола, опреме и инструменти за тестирање, потрошачка електроника, синтесајзер и тако даље. Ознака ТТL се понекад користи за TTL компатибилне логичке нивое, чак и када нису директно повезани са ТТL интегрисаним колима, на пример ознаке на улазу и излазу електронских инструмената.
Након увођења интегрисаних кола 1963. године од стране Sylvania, ТТL интегрисана кола су била производена у неколико полупроводиничких компанија. Серија 7400, коју је израдио Texas Instruments, постаје нарочито популарна. ТТL произвођачи су понудили велики распон логичких врата, флип флопова, бројача и других кола. Било је развијено неколико варијација концепта оригиналног бипиларног ТТL-а, које се односе на кола са већом брзином или са мањим расипањем енергије, да би се омогућила оптимизација дизаина. ТТLкола са поједностављеним дизајном система, у поређењу са ранијим логичким фамилијама, понудили су супериорну брзину за RTL и лакши дизајн у односу на Emitter Coupled Logic (ECL). Дизајн улазних и излазих ТТL врата дозвољава да многи елементи буду међусобно повезани.
ТТL постаје темељ рачунара и других дигиталних уређаја. Чак и после прављења интегрисаних кола у већем обиму, вишеструки-коло-табла процесори су били застарели, а ТТL уређаји су ипак нашли широку примену као „лепак“ логичног интерфејса са гушће интегрисаним компонентама. ТТL уређаји су се у почетку правили од керамике или пластике dual-in-line (DIP) пакету, и у форми flat-pакета. ТТL чипови се данас праве и у површинско-монтажном пакету. Наследници оригиналне биполарне ТТL логике се често замењују у функцији са оригиналним колом, али са побољшаном брзином и мањим расипањем енергије.

## Историја
ТТL је пронашао Џејмс Л. Бује из TRW 1961. године, „као нарочито погодан за нове технологије у развоју дизаина интегрисаних кола“, а он је оригинално назван транзистор спрегнута транзисторска логика (ТCTL). Први TTL уређај са комерцијално интегрисаним колом је произвела је Силванија (Sylvania) 1963. године под називом Силваниина универзална високог нивоа логичка фамилија (Sylvania Universal High-Level Logic family -SUHL). Силванијини делови су коришћени за контролу Феникс ракета. TTL постаје популаран код дизаинера електронских система након што је Тексас инструментс представио 5400 серију IСs, у војном температурном опсегу, 1964. године и касније 7400 серију, одређену за ужи опсег, и конкретно за кратке домете, и јефтино пластично паковање 1966. године.
Тексас Инструмент са 7400 фамилијом постао је индустријски стандард. Компатибилне делове су направили Motorola, AMD, Fairchild, Intel, Intersil, Signetics, Mullard, Siemens, SGS-Thomson и National Semiconductor, и још многе друге компаније. Чак је и источни блок имао произвођаче (СССР, ГДР, Пољска, Бугарска). Не само да су други правили компатибилне TTL делове, него су компатибилни делови били направљени коришћењем многих других технологија кола. Најмање један произвођач, IBM, произвео је некомпатибилна TTL кола за сопствену употребу; IBM је користио технологију IBMSystem/38, IBM 4300, и IBM 3081.
Термин "TTL" се примењује на многим узастопним генерацијама биполарне логике, уз постепено побољшање брзине и потрошње енергије за око две деценије. Недавно уведена фамилија 74AS/ALS Advance Schottky, је била предстаљена 1985. године. Од 2008. године, Тексас Инструмент је наставио са снабдевањем чипова, више, опште намене у многобројним застарелим технолошким фамилијама, али са повећаним ценама. Типично, TTL интегрисаних чипова нема више од неколико стотина транзистора. Функционисање у оквиру једног пакета обично се креће од неколико логичких врата до микропроцесора bit-slice. TTL је такође добио на важности због његове ниске цене израде дигиталне технике економски практичне за задатке који су претходно решавани аналогним методама.
KENGAB-1, предак првих персоналних рачунара, користио је TTL за свој CPJ уместо микропроцесорског чипа, који није био доступан 1971. године. 1973. Годинерадне станице Зирокс Алта (Xerox Alto) и 1981. године Starа, које су представиле графички кориснички интерфејс, користили су TTL интегрисана кола на нивоу ALUs и битслајсове. Већина рачунара користи TTL компатибилне „логички лепак“ („glue logic“) између већих чипова 1990. године. Све до појаве програмабилне логике, доскретна биполарна логика се користила за прототип и имитирање микроархитектуре током развоја.

## Имплементација

### Основна TTL врата
TTL улази су емитери више-емитера транзистора. Ова IC структура је функционално еквивалентана за више трантистора где су основе и колектори повезани. Излаз је баферован помоћу заједничког емитера појачала.
Улази обе логичке јединице. Када су сви улази задржани на високом напону, база-емитерски спојеви више-емитерског транзистора су супротних склоности. За разлику од DTL-а, мали струјни „колектор“ (приближно 10 µА) служи сваком улазу. То је зато што је транзистор у обрнутом активном режиму. Приближно константна струја тече од позитивне жице, кроз отпорник и базе више-емитера трантистора. Ова струја пролази кроз спој базног емитера на излазном транзистору, што му омогућава да спроведе и повуче низак излазни напон (логичка нула).
Улаз логичке нуле. Треба имати на уму да су спој база-колектор на вишеструком емитер транзистору и спој база-емитер излазног транзистора, у серији између дна отпорника и земље. Ако улазни напон постане нула, одговарајући спој база-емитер вишеструког-емитер транзистора је паралелно са ова два споја. Феномен који се зове управљање струјом значи, да када су два напонско стабилна елемента, са различитим прговима напона, повезани паралелено, струја протиче путем са мањим прагом напона. Као резултат тога, нема тока струје кроз базу излазног транзистора, што узрокујуе пренстанак провођења и излазни напон постаје висок (логично један). Током преласка улазни транзистор је кратко у активној зони; тако он одвлачи велику струју од безе излазног транзистора и тако брзи празни своју базу. Ово је критична предност TTL над DTL, а односи се на убрзавање преноса преко диодне улзне стриктуре.
Главни недостатак TTL са простим излазним стањем је релативно висока излазна отпорност на логичком излазу "1", која је комплетно одређена отпорником на излазном колектору. То ограничава број улаза који се могу бити конектовани. Неке предности једноставног излазног стања су висок напонски ниво (до VCC) излазног логичког "1" када излаз није оптерећен.
Логика овог типа се најчешће среће у оптпорницима колектора на изостављеном излазу транзистора, стварајући отворени колекторски излаз. Ово омогућава пројектанту да направи логику повезујући отворене излазе колектора од неколико логичких врата и омогућава један спољни pull-up отпорник. Уколико било која од логичких врата постану логички ниска (проводност транзистора), онда ће комбиновани излаз бити низак. Примери овог типа врата су 7401 и 7403 серије.

### TTL са totem-pole излазним стањем
Да би решио проблем са велике излазне отпорности једноставног излазног стања, друга шема се додаје "totem-pole"-у ("push–pull"). Она се састоји од два н-п-п транзистора V3 и V4, „подижуће“ диоде V5 и отпорника за ограничење струје R3 (види слику са десне стране). Она се покреће применом исте, горе речене, идеје о управљању струјом.
Када су V2 и V4 искључени, тада V3 ради у активној области као напонски слебденик који производи високи излазни напон (логичко "1"). Када је V2 укључен, он активира V4 који доводи ниски напон (логичко "0") на излаз. V2 и V4 спојеви колектор-емитер повезују V4 спој база-емитер из паралелне у редну везу спојева V3 база-емитер и V5 анода-катода. V3 је без базне струје; транзистор је угашен и не утиче на излаз. На средини транзиције, отпорник R3 ограничава ток струје директно кроз серије повезаних транзистора V3, диоде V5 и транзистора V4, који су сви проводници. Он такође ограничава излазну струју у случају да је излаз лигичко ``1` и кратку везу са земљом. Снага врата може да се повећа без пропорционалног утицаја на потрошњу енергије уклањањем pull up и pull down отпорника од излазног стања.
Главна продност ТТЛ са "totem-pole" излатног стања је низак излазни отпор на излазу логичког "1". Он је одређен горњим излазом транзистора V3 који ради у активној области као слебденик напона. Отпорник R3 не повећава излазни отпор пошто је повезан на V3 колектор и његов утицај компензује негативне повратне информације. Мана "totem-pole" излазног стања је смањен ниово напона (не више од 3,5 V) на излазу логичког "1" (чак и ако је излаз неоптерећен). Разлог овог смањења су падови напона корз спојеве V3 база-емитер и V5 анода-катода.

## Разматрање интерфејса
Као DTL, TTL је струјна-потонуће логика, пошто струја мора бити одвучена са улаза, да би имали логички 0 ниво. На ниским улазном напону, TTL улазни извори мора да апсорбују струју из претходног стања. Максимална вредност ове струје је око 1,6 mA за стандардна TTL врата. Улазни извор мора бити довољно ниске отпорности (<500Ω) да би текућа струја стварала само занемарљив пад напона (<0,8V), за улаз зс који се сматра да је логичка "0". TTL улази се понекад једноставно оставе да лебде да би се омогућио логичко "1", мада се ова употреба не препоручује.
Стандардна TTL кола раде са напајањем од 5 волти. TTL улазни сигнал је дефинисан као „низак“ када је између 0 и 0,8 волти у односу на уземљење, и „висок“ када је између 2,2 и 5 волти и ако се сигнал напона креће између 0,8 и 2 волта требало би да буде послан у улаз једних TTL врата, где неће бити сугурно да ће врата одговорити и зато се сматра „неизвесним"(прецизни логички нивои варирају у зависности од подтипова и температуре). TTL излази су обично ограничени на уже границе, између 0 и 0,4 волта за „ниске“, и између 2,6 и 5 волти за „висок“, пружајући 0,4 волтни имунитет од буке. Стандардизација TTL нивоа била је присутна свуда, тако да су и комплексне плоче кола често садржале TTL чипове направљене од доста различитих произвођача бираним по доступности и цени, да би компатибилност била сигурана; два штампана кола направљена од истог произвођача, на истој производној линији, у различитим данима, могла је да има различите моделе чипова на истој позицији на плочи; поправка је била могућа са чиповима који су се производили каснијих година (некда и деценија). У оквиру корисних граница плоче, логичка врата могла су да се третирају као идеални Булови уређаји без бриге за електричних ограничења.
У неким случајевима (нпр. када излаз TTL логичких врата треба да се користи за контролу улаза за CMOS врата) ниво напона на "totem-pole" излазном стању, где је излаз логичко "1", може да се повећа до Vcc повезивањем спољних отпорника између V3 колектора и позитивне шине. Он се зауставља на V5 катоду и искључује диоду. Међутим, ова техника заправо претвара софистицирани "totem-pole" излаз у једноставно излазно стање које има значајан излазни отпор када је управљање на високом нивоу (зависи од спољњег отпорника).

## Паковање
Као и већина интегрисаних кола у пориоду од 1965. до 1990. године, TTL уређаји су обично били паковани у ``тhrough-hole``, ``dual in-line`` паковању, са имеђу 14 и 24 водећих жица, израђених обично од епоксидне пластике (PDIP) или понекад од керамике (CDIP). Коцка са Beam-lead чипом без паковања направљени су за склапање у веће низове, као на пример хибридна интегрисана кола. Делови за војску и ваздушно-космичке апликације били су упаковани у равна паковања, облика surface-mount паковања, са оловом погодним за заваривање или лемљењем на штампана кола. Данас, многи TTL компатибилни уређаји су доступни у surface-mount паковању, које има шири спектар врста него through-hole паковање.
TTL је посебно погодан за биполарна интегрисана кола зато што додатни улази врата само захтевају додатне емитере на заједничкој базној области улазног транзистора. Ако се користи појединачно паковање транзистора, трошкови свих транзистора биће обесхрабрујући за коришћење такве улазне структуре. Али у унтегрисаном колу, додатни емитери за додатна улазна врата, јесу само мали део.

## Поређење са другим логичким фамилијама
TTL уређаји троше више енергије него еквивалентни CMOS уређаји у миру, али потрошња енергије се не повећава тако брзо као што је то код CMOS уређаја. У поређењу са савременим ECL колима, TTL користи мање енергије и има лакша дизаин правила, али је доста спорији. Дизајнери могу да комбинују ECL и TTL уређаје у истом систему да би оствариле најбоље могуће перфомансе и економичност, али ниво-пребацивајући уређаји су потребни између две логичке фамилије. TTL је мање осетљив на оштећења од раних CMOS уређаја.
Због излазне структуре TTL уређаја, излазна импеданса је несиметрична изнеђу високог и ниског стања, што је чини некорисном за пренос далеководом. Ова мана се обично превазилази помоћу баферовања излаза са специјалним line-driver уређајима, где се сигнал мора слати путем кабла. ECL, због свог ниског отпора симетричне излазне структуре, нема овај недостатак.
TTL "totem-pole" излазна структура често има тренутно преклапање када су горњи и доњи транзистори проводници, што доводи до значајног импулса струје из напајања. Ови импулси могу да се споје на неочекиване начине између више пакета интегрисаних кола, што доводи до смањења маргиналне буке и ниже перфомансе. TTL системи обично имају одвајајући (декулпујући) кондензатор за сваки од два IC пакета, тако да струја пулсира из једног TTL чипа, не би ли тренутно смањила напон на другом.
Неколико произовођача данас снабдева CMOS логичке еквиваленте са TTL компатибилним улазима и излазима, и обично носе бројеве делова сличних са еквивалентнимТТЛ компоненетама и са истим пиновима. На приме74NST00 серија омогућава многе drop-in замене за биполарне делове 7400 серије, али користи CMOS технологију.

## Означавање
Интегрална кола су најчешће означена словима да покажу врсту технологије. Као примјер, 7404, 6800 и 74131 су све разна кола израђена у истој TTL технологији, док је 74HC04 HCMOS коло али са истим распоредом пинова као и 7404 TTL коло.

## Предности и недостаци
Предност TTL технологије у вријеме кад је настала је била успјешна интеграција већег броја транзистора на једно коло. Предност у односу на CMOS технологију 70-их и 80-их година је била већа брзина рада, па су TTL кола често кориштена у дигиталним уређајима. Понекад су чак и централни процесори рачунара били израђени од већег броја TTL кола (60-их и 70-их година 20. вијека), а у сврху тестирања нових врста процесора и касније.
Велики недостатак технологије је била висока потрошња струје, око 20 mA по колу, што је значило да за уређај од 10 кола треба већ око 200 mA. То је практично ограничило ширу употребу у уређајима на батерије, који су морали користити спорију CMOS технологију са малом потрошњом струје.
Новије генерације усавршених кола LSTTL па HCMOS типа су смањиле или елиминисале предности TTL технологије, па се данас класична TTL технологија мало користи за нове дизајне уређаја.

## Компатибилност са другим логичким породицама
Треба напоменути да иако распоред пинова за кола 7400 серије може бити исти, различите породице кола (TTL, HCMOS, ...) користе различите логичке нивое за логичку јединицу или нулу. На примјер, 3,1 V је прихватљива логичка јединица за TTL али не и за HCMOS, који захтијева бар 3,5 до 4 V за логичку јединицу, при напону напајања од 5 V. Иако ће кола већином радити без проблема под нормалним напонским нивоима, ово треба имати у виду при повезивању разних породица кола.

## Подтипови
Успешне технолошке генерације производиле су компатибилне делове са побољшаном потрошњом енергије или променом брзине, или и једно и друго. Иако су продавци равномерно дали на тржиште производне линије, као TTL са Schottky диодама, нека основна кола, која се користе у LS фамилији, могу се сматрати DTL.
Варијације и наследници у основи TTL фамилија, која има типична врата са закашњењем од 10 ns и енергијом расипања од 10 mW по вратима, за производ енергија-одлагање (power–delay product - PDP) или пребацивање енергије изнад 100 pJ, обухватају:
- Мале-енергије TTL (L), који размењује промену брзине (33 ns) за смањење потрошње енергије (1 mW) (сада битно замењена CMOS логиком)
- Велика брзина ТТL (Х), са бржим променама у односу на стандардни ТТL (6 ns) али са значајно већим расипањем енергије (22 mW)
- Schottky ТТL (С), представљен 1969. године, који је користи Schottky диодне држаче на вратима улаза за заштиту складишног пуњења и побољшања временске промене. Ова врата су радила брже (3 ns), али и са већим расипањем енергије (19 mW)
- Мале енергије Schottky ТТL (ЛС) – користио је веће вредности отпора од ТТL малих енергија и Schottky диоде да би се обезбедила добра комбинација брзине (9,5 ns) и смањила потрошња енергије (2 mW), и PDP од око 20 pJ. Вероватно најчешћи тип ТТL су коришћени као логички лепак у микрорачунарима, и у суштини су замена некадашњих H, L, and S подфамилија.
- Бржи (Ф) и Advanced-Schottky (AS) варијанта LS од Fairchild и TI, око 1985. године, са "Miller-killer" колима да би де убрзали од ниских до високих (low-to-high ) преноса. Ове фамилије су оствариле PDPs од 10 pJ и 4 pJ, најниже од свих фамилија ТТL
- Ниско напонски ТТL (LVТТL) за 3,3 волта енергетско напајање и меморијски интерфејс.

Већина произвођача нуди комерцијални и проширени опсег температуре: на пример Texas Instruments делови 7400 серије су били прооцењени за температурни опсег од 0 до 70 °C, а 5400 серија уређаја по војним спецификацијама за температурни опсег од -55 до +125 °C.
Посебни нивои квалитетаа и висока поузданост делова су доступни за војне и ваздушно космичке примене.
Радијационо каљени уређаји су у понуди за космичке задатке.

## Апликације
Пре појаве VLSI уређаја, TTL интегрисана кола су била стандардан метод конструкције за процесоре мини-рачунара и главног оквира процесора; као што су DEC VAX и Data General Eclipse, а за опрему као што је машина за контролу нумеричког алата, штампачи и терминали на видео екранима. Кад су микропроцесори постали финкционалнији, TTL уређаји постају важни за „логички лепак“ ("glue logic") апликације, као на пример брзи bus drivers на матичним плочама, који повезују функције блокова реализованих у VLSI елементима.

## Аналогне апликације
Иако су првобитно дизајнирани да буду дигитални сигнали логичких нивоа, TTL инвертер се може пристрасно узети као аналогни појачивач. Повезивање отпорника између улаза и излаза представља TTL елемент као [[Pojačavač sa negativnom povratnom spregom|појачавач са негативном повратном спрегом]. Такви појачала могу бити корисни за конверзију аналогних сигнала у дигиталном домену, али не би требало да се користе када је аналогно појачање примарни циљ. TTL инвертери такође могу да се користе у кристалним осцилаторима где је способност њихових аналогних појачања значајна.

## Логички нивои
| Напон, логичка 0 | 0 до 0,8 |
| Напон, логичка 1 | 2,2 до 5 |
| ---------------- | -------- |

Улазни или излазни напони ван горњих граница дају непредвидљиве резултате и нису препоручљиви.
Минимална струја од 1,6 mA (милиампера) је потребна по улазу.
„Фен-оут“ (енгл. fan-out): највише 10 TTL улаза.